# Strapazin

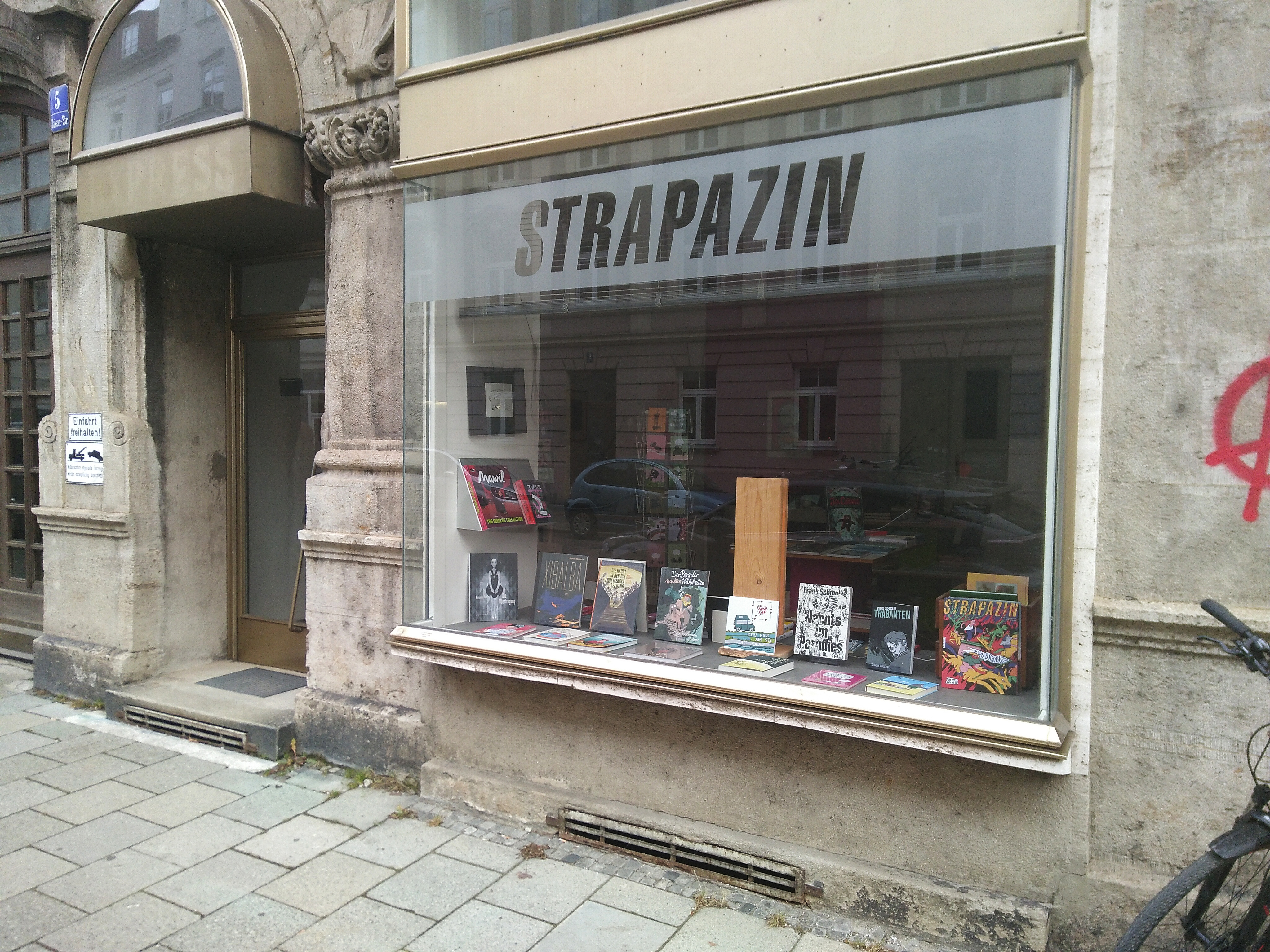
Das Strapazin-Büro in München (2019)

Strapazin ist eine in München gegründete und heute auch in Zürich sesshafte Comic-Zeitschrift. Das vierteljährlich erscheinende Magazin bietet vor allem unabhängigen Zeichnern eine Plattform.

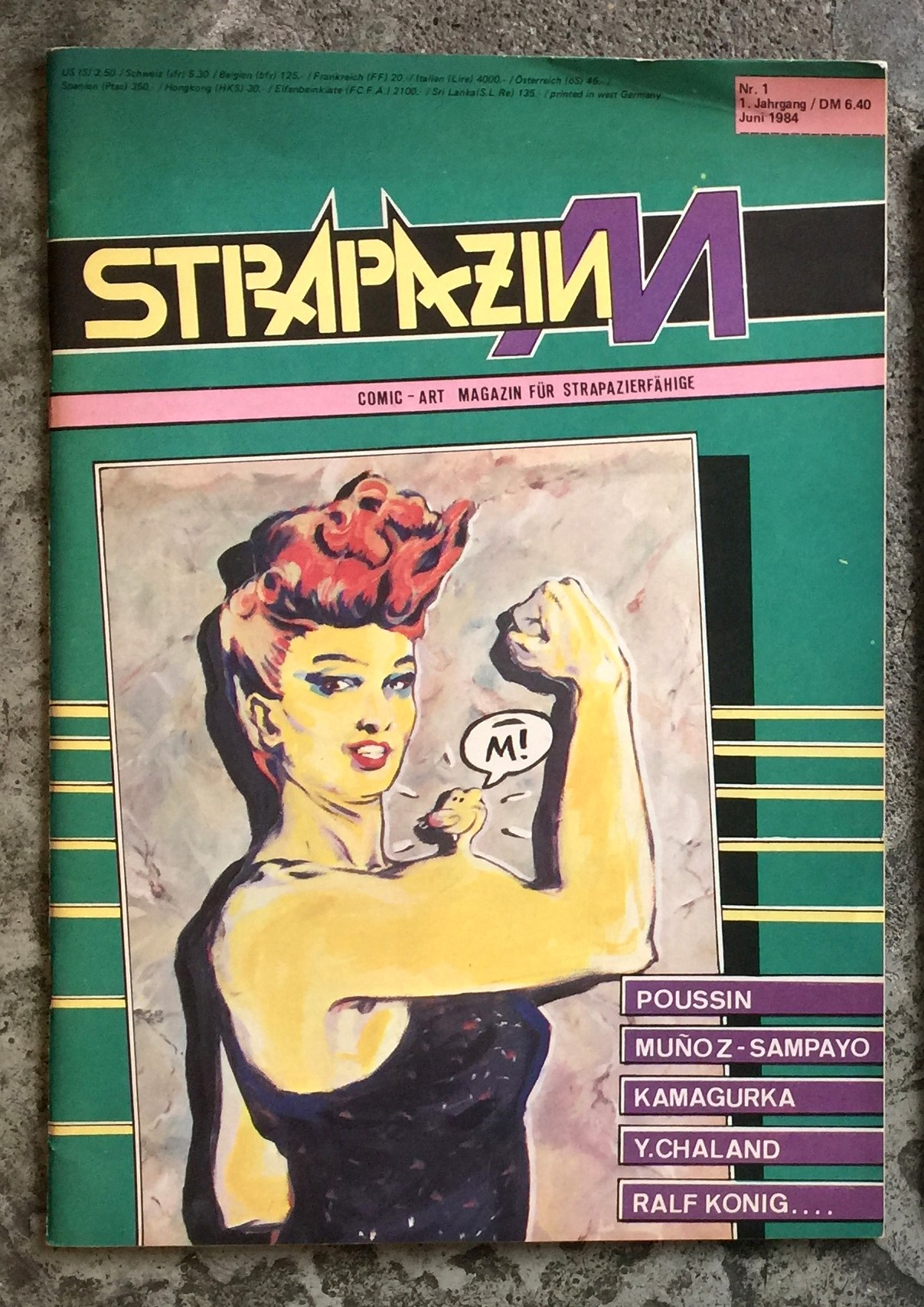
Strapazin, Ausgabe 1, Juni 1984

## Geschichte
1984 gründeten Mitarbeiter der Stadtzeitung Blatt das Strapazin in München. Eines der Vorbilder war nach Worten der Mitgründer Herbert Meiler und Pierre Thomé Art Spiegelmans Magazin RAW. Strapazin war „von Anfang an als Podium einer Comicszene gedacht“. Die erste Nummer mit Beiträgen u. a. von Poussin, Muñoz-Sampayo und Ralf König erschien zum ersten Comic-Salon in Erlangen und trug den Untertitel „Magazin für Strapazierfähige“. Danach fand sich in München niemand mehr, der eine regelmäßige Publikation des Magazins garantieren konnte, weshalb der Schweizer Comic-Verleger und -Aficionado David Basler Strapazin von Zürich aus zu verlegen begann. In Zürich waren von Anfang an Zeichner der sogenannten „Zürcher Schule“ wie Thomas Ott, Ursula Fürst, Andrea Caprez und Peter Bäder mit der Zeitschrift assoziiert. In Deutschland waren ab den 90er-Jahren viele Künstler aus der ehemaligen DDR dabei.
2010 erschien die 100. Ausgabe, mit Beiträgen chinesischer Comic-Zeichner. Gleichzeitig veröffentlichte der chinesische Verlag Special Comix ein Strapazin-Special mit Beiträgen vieler namhafter Schweizer Zeichner und einem Titelbild von Kati Rickenbach. Im selben Jahr war laut Aussage von David Basler „fast die Hälfte des Publikums [...] weiblich.“
2018 wurde dem Strapazin von der Stadt Zürich eine Kulturelle Auszeichnung im Bereich Literatur verliehen: „1984 von Schweizer und deutschen Herausgebern gegründet, hat es seither in grossformatiger, üppiger, farbiger, wilder, ja zuweilen explosiver Aufmachung die wunderbare Vielfalt der bilderzählerischen Formate vor Augen geführt und pionierhaft mitgeholfen, den ‚Comic‘ als ‚neunte Kunst‘ zu etablieren.“
2019 feierte das Strapazin mit der Juni-Ausgabe sein 35-jähriges Jubiläum. Die Auflage beträgt 2000 Exemplare (ebenfalls Stand 2019). Die Büros in Zürich und München existieren bis heute.

## Konzept
Das Strapazin druckt Comics von zum Teil bisher wenig bekannten, oft avantgardistischen Comiczeichnern ab. Die Ästhetik der Strapazin-Comics ist u. a. von Punk und Dadaismus geprägt, die Zeichner haben oft an Kunsthochschulen studiert. Ralf König, ATAK und Thomas Ott veröffentlichten hier vor ihrem Durchbruch.
Ab Nummer 37 (L’ASSOCIATION) standen die Ausgaben vermehrt, später durchgehend, unter einem bestimmten im Titel erscheinenden Thema mit einer geographischen Zuordnung (z. B. Skandinavische Comicwelt, Comics aus Tel Aviv) oder einer inhaltlichen Gemeinsamkeit (z. B. Gebrauchsanweisungen, Comics ohne Protagonisten). Eine Nummer kann sich auch herausragenden Zeichnern wie George Herriman (2002) widmen. Jedes Mal gibt es zu den Comics auch „interessante Texte auf der Metaebene.“
Seit 2017 hat sich das Strapazin in jeder Juni-Ausgabe dem Thema Nonfiction-Comics gewidmet. Dabei werden z. B. Reportage-Comics oder autobiografische Comic-Berichte vorgestellt.

## Publizierte Zeichner
Hunderte von Zeichnern weltweit haben Beiträge im Strapazin veröffentlicht, u. a. ATAK, Jim Avignon, Mike van Audenhove, Sharmila Banerjee, Arne Bellstorf, Christophe Badoux, Max Baitinger, M.S. Bastian, Gabrielle Bell, Charles Burns, Chihoi, Vanessa Davis, Julie Doucet, Anke Feuchtenberger, Christoph Fischer, Aisha Franz, Matthias Gnehm, Anna Haifisch, Sascha Hommer, Katz und Goldt, Line Hoven, Ulli Lust, Jean-Christophe Menu, Nicolas Mahler, Mawil, Lika Nüssli, Thomas Ott, Gary Panter, Kai Pfeiffer, Helge Reumann, Anouk Ricard, Kati Rickenbach, Ruppert und Mulot, Joe Sacco, David Sandlin, Karoline Schreiber, Simon Schwartz, Anna Sommer, Caroline Sury, Tardi, Jiro Taniguchi, Till Thomas, Craig Thompson, Martin tom Dieck, Lewis Trondheim, Ulf K., Henning Wagenbreth, Chris Ware und Anja Wicki.

## Redaktion und Herausgeber
Das Strapazin-Atelier befindet sich in Zürich in einer alten Fabrikhalle, welche Sitz der Verlagsleitung und diverser Freelancer Illustratoren, Animatoren, Grafiker, Game-Designer, Übersetzer und Autoren ist. Das vierteljährlich erscheinende Strapazin hat keine feste Chefredaktion. Die Hefte werden im Rotationsprinzip von insgesamt 20 Herausgebern betreut. Das Redaktions- und Herausgeber-Team trifft sich einmal im Jahr, um die Themen der folgenden Ausgaben festzulegen. Bei der Umsetzung selbiger haben die Macher praktisch freie Hand. Einige der Herausgeber sind auch Teil des Schweizer Comicverlags Edition Moderne.

## Anzeigen
Ein Markenzeichen des Strapazins – und eine der Haupteinnahmequelle – sind die quadratischen Anzeigen, die von Comiczeichnern gestaltet werden und von denen die Anzeigenkunden 500 Aufkleber mit dem gleichen Motiv erhalten. Bis heute erschienen über 6.000 Aufkleber, und „auch grosse Firmen wie Swatch, Migros oder Radio DRS inserieren immer wieder“. Dieses Finanzierungskonzept ist „international berühmt und oft nachgeahmt worden.“

## Wirkung
Das Comic-Magazin konnte seine Bedeutung über die Jahre hinweg aufrechterhalten: „Es gibt im deutschsprachigen Raum keine andere Publikation, die sich derart kontinuierlich und urteilssicher um die Förderung der jungen Talente kümmert.“
„In der Nischen-Kultur des künstlerisch avancierten Comics hat die international anerkannte Zeitschrift auf beispielhafte Weise Netzwerke geschaffen.“
„Das aktuell wohl einflussreichste Comic-Magazin im deutschsprachigen Raum. Es ist ein Wegbereiter für junge Zeichner.“ Dies manifestiert sich 2012 auch darin, dass das Strapazin in Art Spiegelmans Privatmuseum aufgenommen wurde. „Seit knapp dreissig Jahren begleitet, beobachtet, ermutigt und reflektiert Strapazin die Comicszene und hat durch dieses unermüdliche Engagement massgeblich zum Entstehen einer eigenständigen deutschsprachigen Szene beigetragen. Strapazin wirkte aber auch über die Sprachgrenzen hinaus und wird heute auf der ganzen Welt wahrgenommen und bewundert“, und es sei „ein brodelndes Labor für tollkühne Experimente, schul- und stilbildend für ähnliche Projekte von Südafrika bis China“.
In manchen Comic-Kreisen ist das Strapazin allerdings verpönt, es gilt als „Avantgarde, unlesbar, Kunstcomics“.

## Ausstellungen und Festivals mit Strapazin-Beteiligung

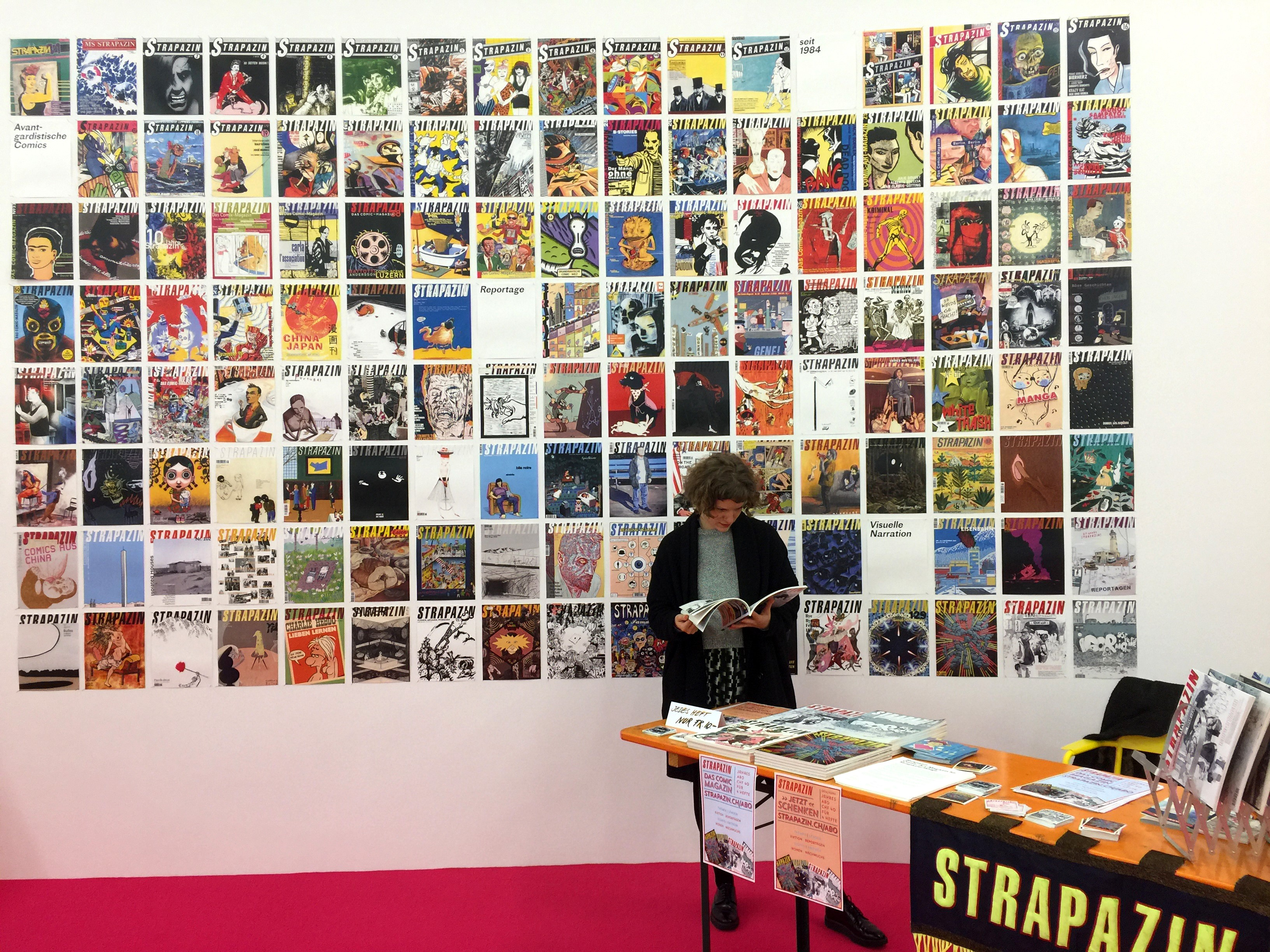
Strapazin Covers der Ausgaben 1 bis 133 an der «Volumes Independent Art Publishing Fair», Zürich (2018)

Zusammen mit anderen Vertretern der Schweizer Comicszene ist Strapazin regelmässig mit einem Stand an den Comic-Festivals Fumetto, am Comic-Salon Erlangen, Comicfestival München und Festival International de la Bande Dessinée d’Angoulême präsent.
- 1999: Mutanten, die deutschsprachige Comic-Avantgarde der 90er Jahre im NRW-Forum Kultur und Wirtschaft, Düsseldorf
- 2000: Bubbles’n’Boxes’n’Beyond im Swiss Institute, New York
- 2004: Ich bin 20 und die Welt gehört mir, zum 20-jährigen Strapazin-Jubiläum im Kunstraum Walcheturm, Zürich
- 2010: Schweizerisches Comic-Schaffen, Nanjing Art Institute, Nanjing, China
- 2012/2013: Comics Deluxe! Das Comicmagazin Strapazin, Cartoonmuseum Basel, Schweiz
- 2018: Magma, Brasilianische und Schweizer Comiczeichner, eine Kooperation mit dem Fumetto Comic-Festival[16]
- 2018/19: Ausstellungsflächen am Volumes Independent Art Publishing Fair, Zürich[17]
- 2019: Reportagen-Comics, während des Reportagen Festivals Bern[18]

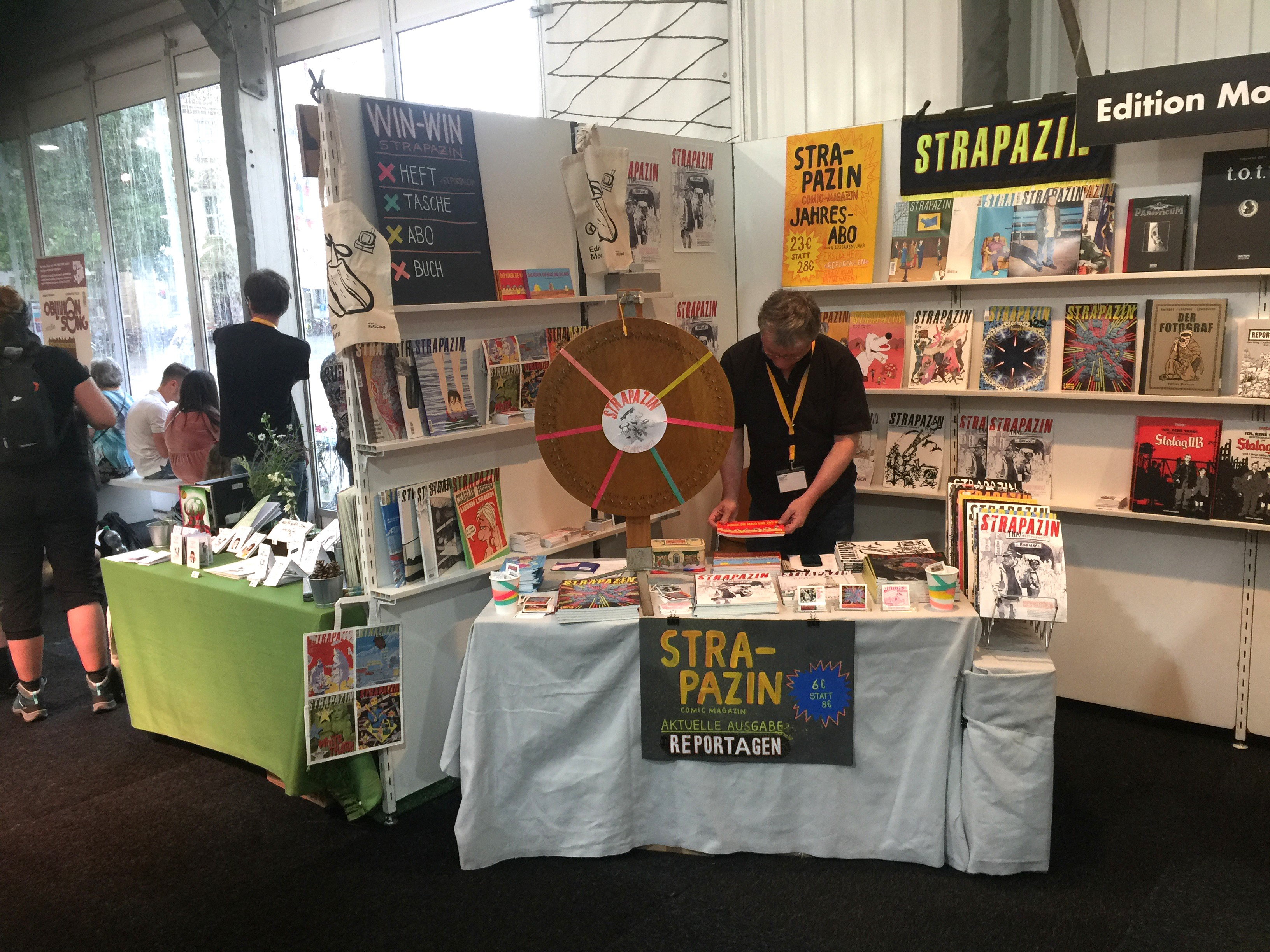
Stand am Comic-Salon Erlangen (2018)

## Auszeichnungen
- 1986: Max-und-Moritz-Preis: beste deutschsprachige Comic-Publikation
- 2001: nominiert für US-amerikanische Eisner Awards: Kategorie „Best Anthology“ für „Bubbles’n’Boxes’n’Beyond“
- 2018: Literarische Auszeichnung der Stadt Zürich[19]
- 2019: Ein Gewinner-Projekt des Projektwettbewerbs «Kulturerbe für Alle», Bundesamt für Kultur: Strapazin Nr. 134 «Flanieren», mit Schweizweiten Stadtspaziergängen[20]
- 2019: Auszeichnung für besondere kulturelle Verdienste 2019 an David Basler, Mitgründer Strapazin und Edition Moderne[19]